# Оксид азоту(I)
Окси́д азо́ту(I), нітроге́н(I) окси́д — неорганічна сполука складу N2O. За звичайних умов є безбарвним газом із солодкуватим запахом. Він може підтримувати горіння; проявляє слабкі окисні та відновні властивості.
Речовина застосовується у медицині для короткочасного наркозу, а також як піноутворювач у харчовій промисловості.

## Отримання
Оксид азоту(I) вперше був отриманий у 1772 році Джозефом Прістлі при термічному розкладанні сухого нітрату амонію:
{\displaystyle \mathrm {NH_{4}NO_{3}{\xrightarrow {170^{o}C}}N_{2}O+2H_{2}O} }
Розкладання починається за температури 170 °C і далі продовжується із виділенням великої кількості тепла, тому для уникнення надмірно бурхливого ходу реакції нагрівання треба припинити. В іншому випадку, при перегріванні суміші понад 250 °C, нітрат розкладатиметься із утворенням азоту або оксиду азоту(II).
Сучаснішою модифікацією методу Прістлі є розкладання водного розчину нітрату амонію у присутності хлоридів. За цим способом крізь концентровану (30–100 %) нітратну кислоту пропускається аміак. У результаті їхньої взаємодії утворюється нітрат амонію, що розкладається нагріванням. Тепло, що виділяється надалі, підвищує температуру реакційної суміші до 100—160 °C. Реакційна рівноважна суміш складається з 30–35 % нітратної кислоти, 30–50 % нітрату амонію, 15–55 % води. В реактор також додають незначну кількість (0,01–0,1 %) хлоридів та, за необхідності, сполуки мангану, нікелю, свинцю, бісмуту, церію — вони виступають в ролі каталізатора реакції.

## Хімічні властивості
При нагріванні оксид азоту розкладається з виділенням азоту:
{\displaystyle \mathrm {2N_{2}O{\xrightarrow {500^{o}C}}2N_{2}+O_{2}} }
В атмосфері оксиду деякі метали і неметали згоряють так само активно, як і в кисні, але для ініціювання реакції необхідне високотемпературне нагрівання:
{\displaystyle \mathrm {6N_{2}O+P_{4}{\xrightarrow {550-625^{o}C}}P_{4}O_{6}+6N_{2}} }
{\displaystyle \mathrm {2N_{2}O+C{\xrightarrow {450-600^{o}C}}2N_{2}+CO_{2}} }
{\displaystyle \mathrm {N_{2}O+Mg{\xrightarrow {500^{o}C}}N_{2}+MgO} }
{\displaystyle \mathrm {N_{2}O+Cu{\xrightarrow {500-600^{o}C}}N_{2}+CuO} }
Із воднем та аміаком оксид N2O утворює вибухонебезпечні суміші:
{\displaystyle \mathrm {N_{2}O+H_{2}{\xrightarrow {150-200^{o}C}}N_{2}+H_{2}O} }
{\displaystyle \mathrm {3N_{2}O+2NH_{3}{\xrightarrow {250^{o}C}}4N_{2}+3H_{2}O} }
Окрім окисних властивостей, може також проявляти і відновні:
{\displaystyle \mathrm {5N_{2}O+2KMnO_{4}+3H_{2}SO_{4}\longrightarrow 10NO+2MnSO_{4}+K_{2}SO_{4}+3H_{2}O} }

## Застосування
Основна частина синтезованого оксиду азоту(I) використовується у медицині як знеболювальне. У харчовій промисловості речовина застосовується як піноутворювач (харчова добавка E942).